# نهائي كأس أوكرانيا 1997
نهائي كأس أوكرانيا 1997 هي المباراة النهائية من منافسة كأس أوكرانيا 1996–97، أقيمت المباراة في 25 مايو 1997، في مجمع أولمبيسكي الوطني الرياضي، بين فريقي نادي شاختار دونيتسك، ونادي دنيبرو دنيبروبتروفسك، وفاز فيها نادي شاختار دونيتسك، بعد أن هزم نادي دنيبرو دنيبروبتروفسك، بنتيجة 1 - 0، وحضر المباراة 26000 شخصاً.

## تفاصيل المباراة
لعبت المباراة النهائية في 25 مايو 1997.
| نادي شاختار دونيتسك | 1 -0 | نادي دنيبرو دنيبروبتروفسك |
| ------------------- | ---- | ------------------------- |
|                     |      |                           |